# Stare Bojanowo Wąskotorowe
Stare Bojanowo Wąskotorowe - stacja kolejowa w Starym Bojanowie, w województwie wielkopolskim, w Polsce. 

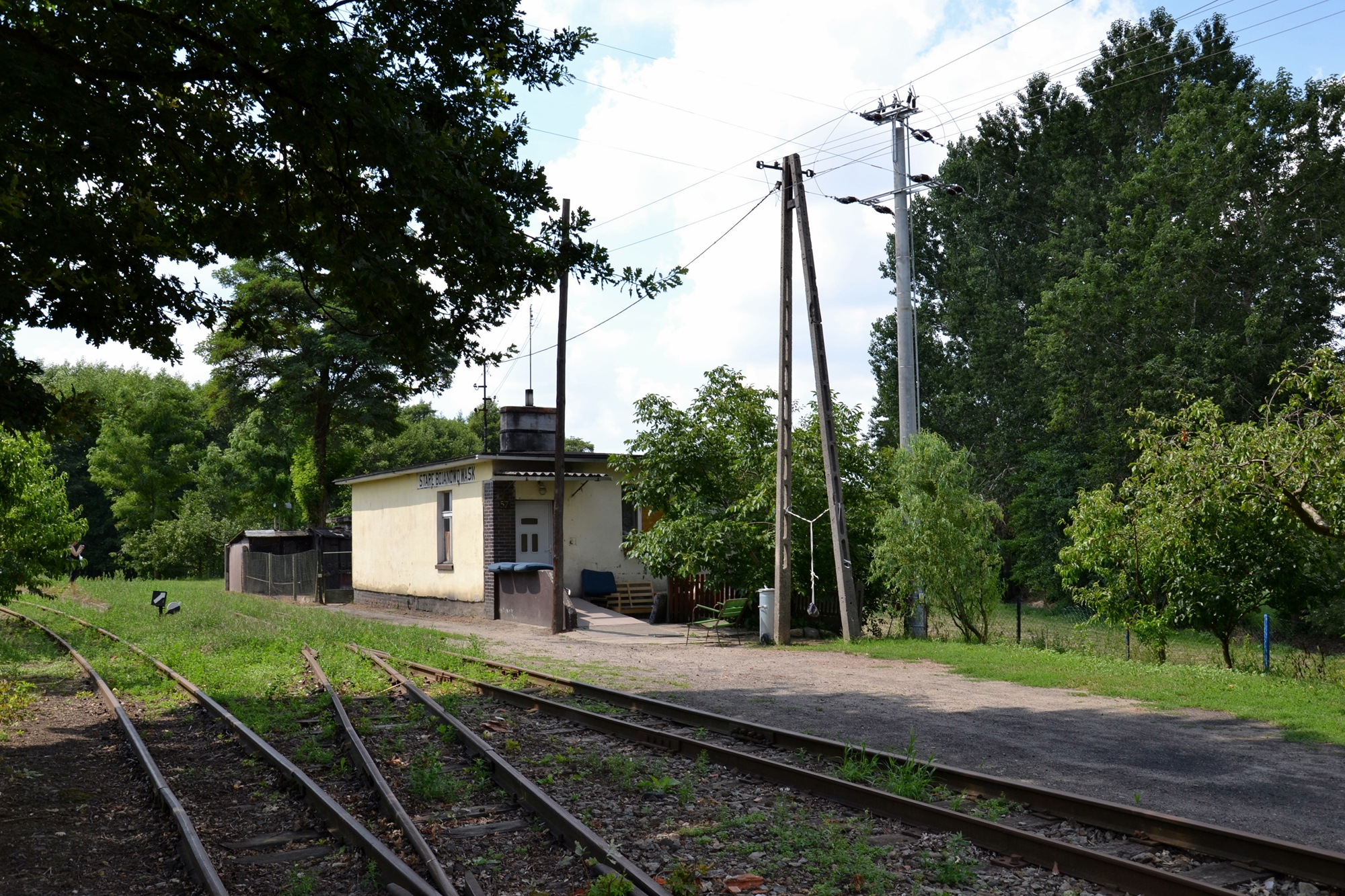
Jeden z budynków na stacji Stare Bojanowo Wąsk.

Jest stacją styczną Śmigielskiej Kolei Dojazdowej do stacji normalnotorowej Stare Bojanowo relacji Wrocław - Leszno - Poznań. Stacja uruchomiona została 17 września 1900 r. W okresie świetności współdzieliła ze stacją Stare Bojanowo kasy i poczekalnię. Obecnie prowadzi odprawę pasażerską i towarową (Stare Bojanowo Wąskotorowe Towarowe) przede wszystkim na trasie Stare Bojanowo Wąskotorowe  - Śmigiel.
Otoczenie dworca i całą infrastruktura kolejowa przeszła gruntowny remont w latach 1952 - 1953, kiedy to celem ujednolicenia taboru wydanym przez Zarząd Kolei Dojazdowych w Poznaniu zmieniono prześwitu toru z 1000 mm na 750 mm.
| Stare Bojanowo Wąskotorowe                         |  |                                    |
| Linia Rakoniewice Wąskotorowe – Krzywiń (30,62 km) |  |                                    |
| Robaczynodległość: 1,49 km                         |  | Spławie Wielkie odległość: 3,87 km |